# Banque centrale de Syrie
La Banque centrale de Syrie (en arabe : مصرف سورية المركزي, Masrif Suriat almarkazi) a été fondée en 1953. Son siège est situé à Damas. Elle est actuellement présidée par Hazem Karfoul.

## Histoire
À l'indépendance, les banques françaises et britanniques dominaient l'activité bancaire en Syrie. La plus grande banque, la Banque de Syrie et du Liban (Banque de Syrie et du Liban), détenue par des Français, assuma les fonctions de banque centrale et devint la banque d'émission monétaire, en plus de ses opérations commerciales. La Syrie adhéra au Fonds monétaire international (FMI) le 10 avril 1947 et fixa le taux de change à 2,19 livres syriennes pour 1 dollar américain.
La loi portant création de la Banque centrale de Syrie fut votée en 1953, mais la banque ne commença à fonctionner qu'en 1956. Ses fonctions comprenaient l'émission de billets, le contrôle de la masse monétaire, l'intervention en tant qu'agent financier du gouvernement et le contrôle des banques de crédit et commerciales.
En 1966, l'État a nationalisé l'ensemble des banques commerciales, fusionnant toutes les banques commerciales existantes en une seule Banque commerciale de Syrie. Le gouvernement a également créé des banques spécialisées pour promouvoir le développement économique.
En avril 2012, Reuters affirmait que les réserves d'or de la Syrie avaient été réduites de la moitié de leur montant d'avant le début de la guerre civile syrienne, de l'ordre de 17 milliards de dollars, en raison d'un recours par le gouvernement syrien à la vente de ses réserves comme moyen de faire face aux sanctions internationales imposées à la Syrie (par les États-Unis, le Canada, l'Union européenne, la Turquie et la Ligue arabe,,) depuis le début de la guerre. Selon Reuters, en juillet de la même année, le gouvernement syrien avait même puisé dans ses réserves de change pour répondre aux exigences d'un budget déficitaire qui avait considérablement augmenté depuis le début de la guerre (à environ 6,7 milliards de dollars). Le gouverneur de la Banque centrale de Syrie Adib Mayalah avait démenti la première information au moment de la publication de ce nouveau rapport. En 2011, le Financial Times avait aussi accusé la Banque centrale de Syrie de jouer un rôle clandestin dans le secteur privé alors que l'économie défaillante du pays avait dissuadé les investissements étrangers.
Depuis le début de la guerre civile, l'édifice de la Banque centrale a été attaqué trois fois. Le bâtiment fut touché par un tir de RPG en avril 2012, par un attentat à la voiture piégée en avril 2013, et par des obus de mortier en octobre 2013.

### Sanctions internationales sous le régime d'Assad
Depuis mai 2004, les États-Unis imposent des sanctions à la Banque centrale syrienne, alors contrôlée par le parti baasiste, en vertu de l'article 311 du USA PATRIOT Act. La Banque est accusée de blanchiment d'argent. Ces sanctions excluent le régime baasiste du système financier mondial. Pour contourner ces sanctions, les Syriens effectuent des transactions à l'étranger par l'intermédiaire de banques situées dans les pays voisins, notamment au Liban, ce qui les rend vulnérables aux perturbations économiques de ces pays.
En raison du rôle du régime baasiste dans la guerre civile syrienne, les États-Unis, le Canada, l'UE, la Ligue arabe et la Turquie ont tous imposé des sanctions à la Syrie, y compris à la Banque centrale syrienne,. La Banque centrale syrienne s'efforce activement de contourner ces sanctions, en rencontrant des institutions amies, comme les dirigeants de Gazprombank, à Moscou en mars 2012. La Banque a joué un rôle de plus en plus clandestin dans le secteur privé national, l'économie défaillante du pays ayant dissuadé les investissements étrangers.
Le 23 décembre 2020, l'Office of Foreign Assets Control (OFAC) du Département du Trésor américain a sanctionné la Banque centrale de Syrie, ainsi que neuf autres entités et sept personnes, en raison de leur rôle pendant la guerre civile syrienne.

### Chute du régime Assad
Des pillards ont dérobé de l'argent dans le bâtiment de la Banque centrale, mais le coffre principal est resté intact, selon le directeur de la Chambre de commerce de Damas.
Après la chute du régime Assad, le Royaume-Uni et l'UE ont levé leurs sanctions contre la Banque centrale,. Le Canada a également assoupli ses sanctions.
Le 30 décembre 2024, Maysaa Sabreen a été nommée première femme gouverneure de la Banque centrale.

## Gouverneurs de la banque
| Rang | Nom                      | Mandat      |     | Rang                  | Nom         | Mandat |
| ---- | ------------------------ | ----------- | --- | --------------------- | ----------- | ------ |
| 1er  | Izzat Traboulsi          | 1956 – 1961 | 11e | Duraid Ahmed Dergham  | 2016 – 2018 |        |
| 2e   | Hosni Al Sawaf           | 1961 – 1963 | 12e | Hazem Karfoul         | 2018 – 2021 |        |
| 3e   | Nourallah Nourallah      | 1963 – 1963 | 13e | Mohammed Issam Hazima | 2021 – 2024 |        |
| 4e   | Adnan Al Farra           | 1963 – 1970 | 14e | Mohammed Issam Hazima | 2021 – 2024 |        |
| 5e   | Nasouh Al Dakkak         | 1971 – 1978 | 15e | Maysaa Sabreen        | 2024 – 2025 |        |
| 6e   | Rifaat Al Akkad          | 1978 – 1984 | 16e | Abdulkader Husrieh    | 2025 –      |        |
| 7e   | Hisham Mutawalli         | 1984 – 1987 |     |                       |             |        |
| 8e   | Mohammad Al Sharif       | 1987 – 1995 |     |                       |             |        |
| 9e   | Mohammad Bashar Kabbarah | 1995 – 2004 |     |                       |             |        |
| 10e  | Adib Mayaleh             | 2005 – 2016 |     |                       |             |        |